# Lupinus rusbyanus
Lupinus rusbyanus är en ärtväxtart som beskrevs av Charles Piper Smith. Lupinus rusbyanus ingår i släktet lupiner, och familjen ärtväxter. Inga underarter finns listade i Catalogue of Life.